# Mojmírovce
Mojmírovce este o comună slovacă, aflată în districtul Nitra din regiunea Nitra. Localitatea se află la altitudinea de 142 m deasupra n.m., se întinde pe o suprafață de 19,86 km2 și în 2017 număra 2.888 de locuitori.
Localitatea este înfrățită cu Csömör.

## Istoric
Localitatea Mojmírovce este atestată documentar din 1156.

## Demografie
| An:                | 1994 | 2004   | 2014   | 2024   |
| ------------------ | ---- | ------ | ------ | ------ |
| Număr de persoane: | 2827 | 2751   | 2856   | 2950   |
| Diferență:         |      | −2,68% | +3,81% | +3,29% |

| An:                | 2023 | 2024   |
| ------------------ | ---- | ------ |
| Număr de persoane: | 2963 | 2950   |
| Diferență:         |      | −0,43% |